# 次旺平措
次旺平措，藏族人，1995年參加工作，於北京國際關係學院及清華大學公共管理學院畢業，有大學本科學歷及公共管理碩士學位。
其加入中國共產黨，曾先後在共青团中央统战部、办公厅、农村青年工作部及社会工作部的筹备组工作，曾于2007年至2010年期間援藏，任共青团西藏自治区委员会副书记，并曾任共青团农村青年工作部和社会工作部部長，2016年12月任共青团中央办公厅主任。

## 外部連結
- 次旺平措履历 （页面存档备份，存于） 中华人民共和国国务院新闻办公室 2017-03-09